# さいたま市立大成中学校
さいたま市立大成中学校（さいたましりつ おおなりちゅうがっこう）は、埼玉県さいたま市大宮区大成町二丁目にある公立中学校。

## 沿革
- 1947年4月1日 - 大宮市により、大宮市立第四中学校として創設。
- 1949年4月1日 -  大宮市立北中学校（現・さいたま市立大宮北中学校）の分割設置に伴い、大宮市立大成中学校に校名変更。
- 2001年5月1日 - 浦和市・与野市との合併に伴いさいたま市立大成中学校に改称。

## 部活動

### 運動部
- サッカー部
- 野球部
- 剣道部
- バレーボール部（男子・女子）
- バスケットボール部（男子・女子）
- 卓球部（男子・女子）
- ソフトテニス部（女子）
- 陸上部

### 文化部
- 美術部
- 吹奏楽部
- 科学部
- 技術家庭科部